# Faust (Bertinová)
Faust (v italském originále Fausto) je vážná opera (opera seria) o třech dějstvích francouzské skladatelky Louisy(-Angélique) Bertinové podle prvního dílu stejnojmenného veršovaného dramatu Johanna Wolfganga Goetha. Její premiéra se konala 7. března 1831 v pařížském italskojazyčném divadle Théâtre-Italien.

## Vznik a charakteristika
Louise-Angélique Bertinová patřila do jedné z nejvlivnějších francouzských rodin 1. poloviny 19. století. Byla dcerou Louise-Françoise Bertina (1766–1841), zvaného Bertin starší. Ten byl majitel a šéfredaktor jedněch z nejvlivnějších francouzských novin své doby, Journal des débats. Jeho bratr zvaný Bertin de Vaux byl bankéř a vlivný politik. Bertinové zprvu podporovali Restauraci, pak se ale postupně dostali do opozice proti konzervativní politice Karla X. a poté se stali jedněmi z nejvýznamnějších podporovatelů Červencové monarchie, za níž získali mnozí členové rodiny, včetně Louisiných bratrů, významné veřejné úřady.

Louisa Bertinová samotná byla handicapovaná, zřejmě po prodělání dětské obrny, ale projevovala od dětství nadání pro výtvarná umění i pro hudbu. Díky tomu, že Bertin starší byl velkým milovníkem umění a shromažďoval kolem sebe řadu umělců všech oborů, mohla Bertinová získat potřebné vzdělání – v oboru hudby zejména u Antonín Rejchy a Françoise-Josepha Fétise. Na druhé straně však přináležitost k rodině, která byla vysoce angažovaná nejen politicky, ale prostřednictvím tisku i v různých kulturních debatách a bojích, značně zkreslovala přijetí jejích děl obecenstvem i kritikou. Louisa Bertinová uvedla ve 20. a 30. letech 19. století několik hudebně-dramatických děl: nejprve soukromě provedenou opéru comique Guy Mannering (1825) podle stejnojmenného románu Waltera Scotta, poté Vlkodlaka (1827) v Opéra-Comique, následně právě Fausta roku 1831 a nakonec Esmeraldu na libreto Victora Huga v Opeře (1836). Všechna tato díla se stala obětí boje uměleckých a politických frakcí a Louise Bertinová se pak do své smrti roku 1877 věnovala jiným oborům.
Není zcela jasné, kdy se Bertinová začala zabývat tematikou Goethova Fausta, kterého zřejmě znala z překladu I. dílu do francouzštiny od Alberta Stapfera (1823). Jistě se tak stalo po dokončení Guye Manneringa (1825), protože již v červnu 1826 vydala a v salonu Bertinových uvedla vokálně-instrumentální skladbu Ultima scena di Fausto – již tehdy v italštině – která se stala zárodkem opery. Je to pozoruhodně raný doklad francouzské kulturní recepce Fausta, ještě před slavným překladem Gérarda de Nervala (1828) a Berliozovými Osmi scénami z Fausta (1829).
Práce na samotné opeře zřejmě začala po dokončení Vlkodlaka. Autora textu libreta ani libreto, ani partitura neuvádějí a nezmiňuje ho ani dobový tisk; muzikoložka Denise Boneauová se dohaduje, že původní adaptaci Stapferova francouzského překladu Goethova díla na libreto provedla sama Louise Bertinová a do italských veršů převedl Giuseppe Luigi Balocchi (1766–1832), režisér a libretista zaměstnaný u Théâtre-Italien. Výběr scén a odchylky od originálu lze tedy zřejmě přisuzovat samotné skladatelce a podle Boneauové mají prvky „ženské dramaturgie“. Celkový výběr scén se velmi podobá pozdějšímu Gounodově Faustovi. Barvitá epizoda sabatu čarodějnic, která u Goetha (ani Berlioze a Gounoda) nemá přímou dějovou funkci, je posunuta dopředu a jsou to čarodějnice a nikoli Mefostofelovo kouzlo, které vyčarují Faustovi vidinu Markéty a které ho omladí. Zajímavější je, že první setkání Fausta s Markétou je situováno téměř na začátek opery, ještě před vyvoláním Mefistofela: Faustovo náhlé a vzhledem k jeho stáří beznadějné milostné vzplanutí k Markétě je přímou motivací k vyvolání ďábla (a příležitostí pro posílení hlavní sopránové úlohy). Další závažnou změnou je, že Faust nepodepisuje smlouvu s Mefistofelem hned při jejich prvním setkání, ale teprve na konci, výměnou za slib záchrany k smrti odsouzené Markéty. I když Faust není vyviněn a končí v plamenech, činí ho obě změny pochopitelnějším a (konvenčně) sympatičtějším než u Goetha. Podobné „zušlechtěni“ si ostatně vymohla Bertinová na Victoru Hugovi u postavy Phœba v Esmeraldě, protože se domnívala, že původní bezcitnou a zbabělou postavu nelze hudebně vyjádřit. Celkově badatelka Anna Marcolineová oceňuje adaptaci Bertinové: „Bertinová, jako libretistka i skladatelka, prokazuje své pochopení nuancí Goethova díla, které současně předjímá pozdější důraz na milostný příběh a zachovává komplexnost Faustova charakteru.“
Faust je označen jako „opera semiseria“; i když komických momentů v něm není mnoho (například svádění Markétiny tety Mefistofelem), sledovala tak Bertinová stylové rozpětí Goethovy předlohy.
Cesta Fausta na jeviště nebyla jednoduchá. Premiéra byla ve vysokém stadiu příprav v roce 1830 – v této souvislosti bylo poprvé vydáno i libreto – ale zřejmě z důvodu, že roli Markéty na poslední chvíli odřekla proslulá pěvkyně Maria Malibranová, byla zrušena. Již tehdy se ozývaly, údajně z prostředí samotných zpěváků, stížnosti na příliš „přísnou“ hudbu plánované opery. Premiéra se tedy konala o rok později, necelý měsíc před koncem sezóny 1830/1831, jako benefice představitele Fausta Domenica Donzelliho. Premiéru sledovala mimo jiné královna Marie Amálie, princezna Adelaida Orleánská, vévoda z Nemours a další členové královské rodiny. První přijetí obecenstvem bylo příznivé, což uznali i recenzenti, kteří operu neobdivovali. Na rozdíl od Vlkodlaka a Esmeraldy nedošlo k žádným skandálům přímo při představení, avšak tiskové recenze se podobně názorově rozcházely.

### Dobové hodnocení
Recenzent Bertinova Journal des débats se soustředil na podrobný popis díla; v chvále byl uměřený a vytknul některé nedostatky (například přílišné využívání dechových nástrojů). Zato recenzent L'Artiste nadšení neskrýval: „Ve Faustovi už nejde o hezké věcičky, které lahodí uchu, aniž by měly význam pro umění; je to silný koncept, který by bylo možné očekávat od velmi organizovaného muže, a člověk neví, čemu se má divit více, jestli odhodlanosti, která dovedla mladou dívku k takovému podniku, nebo síle, kterou vynaložila na jeho provedení. Při poslouchání hudby Fausta je snadné si uvědomit, že jeho autorka spíše poslouchala své vlastní city, když komponovala tak či onak. Originalita se ukazuje ve všech částech díla; někdy pravda zachází do bizarnosti, ale to je nedostatek, který se odstraní zkušeností. Nejzářivější stránkou této kompozice je dramatický výraz, pro který slečna B… zjevně obdržela šťastné vrozené nadání.“ Recenzent L'Avenir vyjmenovává silné a slabší stránky díla, které podle něj přesto „šťastně triumfovalo nad divadelními zvyklostmi a nad nevděčností námětu […] toto dílo odhalilo skutečný talent a tak, jak je, stačí ke zničení určitých předsudků, které někteří muži dosud chovají a které [Jean-Jacques] Rousseau ve svých spisech o ženách bohužel pomáhal šířit.“ Recenzent Le National vyřešil otázku ženských schopností raději tím, že prý „talent, který [Bertinová] obdržela, nemá nic ženského“.
Hudební jazyk Fausta zjevně zarážel. Le Courrier de l'Europe podrobil hudbu přísné kritice, ale nepochyboval: „Bylo-li někdy některé dílo originální, je to toto: nic nepřipomíná školské vzpomínky nebo zažité divadelní zvyklosti.“ Kritik z listu L'Indépendant byl na rozpacích mezi „neustálým hledáním divných a šokujících efektů“ a „velmi pozoruhodnými krásami“ a upozorňoval na „mimořádnou náročnost této hudby“ pro hudebníky i posluchače. Deník Le Constitutionnel psal, že „znalci byli překvapeni, že se setkali s tak silnou myšlenkou, s takovou znalostí harmonických zdrojů, a to nejen u amatéra, ale dokonce u ženy. […] Jenže tato přísná melodie se nedokáže bez potíží udržet přes tři akty. Je třeba odpočinek pro city; je třeba klid pro pozouny.“ Radil Betinové se pro příště spojit s jiným skladatelem… I například Le Moniteur universel zdůrazňoval originalitu partitury, ale též její malou přístupnost pro běžného diváka. Přístup diváků shrnuje La Tribune politique et littéraire: „Hodně obdivovali, dost málo pochopili, nic si nezapamatovali.“
Nekteré recenze byly nepřátelské. Recenzent Journal de Paris psal: „Pokud jde o mne, zdálo se mi, že zvuky produkované tu dechovými, tu smyčcovými nástroji se řadily s určitou nepravidelností; že přízvuky vložené skladatelem do úst postav měly velkou příbuznost s prací orchestru a že celek díla nabízel dost nesourodou směs řídkých zpěvních frází a bezcílných modulací, náhodně spletených rytmů, čemuž všemu dominoval obecný pocit mladé nezkušenosti.“ Journal des artistes si jen přisadil: „Po hudbě Mozartově je toto dosti slabé, ať o tom pan *** [Bertin] říká, z dobrých důvodů, co chce.“
Znalcem hudby Bertinové byl její učitel Fétis, který ve své recenzi pro Revue musicale srovnával její hudbu s jiným „outsiderem“ dobového hudebního proudu, Hectorem Berliozem. „Oba dva silně cítí a silně se vyjadřují; oba dva chtějí produkovat věci zcela nové; ale není to půvabná stránka hudby, v níž chtějí vyniknout, a energické myšlenky je přitahují více než čistá a prostá melodie.“

### Další historie
Faust byl hrán nazítří po premiéře (8. března) a potřetí a naposledy 24. března 1831, podle stížností bertinovského tisku bylo provedení repríz po hudební a herecké stránce nedbalé. Koncem března končila v Théâtre-Italien sezóna; ředitel ji sice o měsíc prodloužil, ale všichni tři hlavní představitelé měli již smlouvy jinde, takže Fausta nebylo možné opakovat. V nové sezóně již Faust na program zařazen nebyl. Nutno říci, že žádná z nově uvedených oper v Théâtre-Italien mezi Rossiniho Cestou do Remeše (1825) a Donizettiho Donem Pasqualem (1843) nedosáhla více než desítky repríz a mezi atraktivním stálým repertoárem vrcholící vlny italského belcanta, na který mělo Théâtre-Italien v Paříži monopol, se rozhodně ne líbivá hudba Bertinové těžko prosazovala.
Vedle dvou edic libreta (1830, 1831) byl vydán i klavírní výtah Fausta, který vyhotovil Victor Rifaut (1799–1838). Žádná další inscenace uvedena nebyla, i když v novější době o tuto operu začala muzikologie projevovat zájem v souvislosti se oživením Esmeraldy.
I přes neúspěch pokusu Bertinové zůstal faustovský námět ve francouzské romantické opeře výrazně přítomný. Mnohem úspěšněji ho zpracovali především Hector Berlioz ve svém Faustově prokletí (La Damnation de Faust) a Charles Gounod ve své opeře Faust.

## Osoby a první obsazení
| osoba                      | hlasový obor | premiéra (7. března 1831)         |
| -------------------------- | ------------ | --------------------------------- |
| Faust (Fausto)             | tenor        | Domenico Donzelli                 |
| Valentin (Valentino)       | tenor        | (Giulio) Marco Bordogni           |
| Mefistofeles (Mefistofele) | bas          | Vincenzo Felice Santini           |
| Wagner (Vagner)            | bas          | Lodovico Graziani                 |
| Markéta (Margarita)        | soprán       | Henriette-Clémence Méric-Lalande  |
| Čarodějnice (La Maga)      | soprán       | Clorinda Corradi                  |
| Kateřina (Catarina)        | alt          | Jeanne Schneider (Marianna Rossi) |
| Scéna: Domenico Ferri      |              |                                   |
| Kostýmy: Henri Duponchel   |              |                                   |

## Děj opery

### 1. dějství
Doktor Faust prostudoval všechny vědy a nabyl všech možných znalostí; ale je již stár a nenachází v ničem žádnou útěchu. Rozhodl se proto skoncovat se svým životem. Právě když se však chystá vypít jed vlastní výroby, zaslechne velikonoční zpěv procesí. Ten ho od sebevražedného úmyslu odvrátí (č. 1 introdukce – árie Fausta a sbor Tutte volsi e rivolsi... Partiam ridendo... Resurrexit salvator... O armoniose note). Faustův famulus Wagner přivádí Markétu; dívka se celá třese strachem a Wagner a poté i Faust ji dodávají odvahy. Markéta je sirotek žijící u příbuzné Kateřiny, která je nyní smrtelně nemocná, a proto dívka přišla k doktorovi prosit o pomoc. Faust je její krásou a nevinnou prostotou okouzlen a slibuje přijít (č. 2 tercet Vezzosa giovinetta... Ah non so se a me qui lice... Tra la speme ed il timor). Po jejich odchodu Faust vyvolává zlého ducha Mefistofela; chce získat zpět svá jinošská léta a potažmo Markétu. Mefistofeles souhlasí a odvádí doktora tam, kde jeho přání mohou být splněna (č. 3 duet Sorgi, sorgi al mio cenno... Consiglio voui da me,, Di parti tangerem).
Mefistofeles přivádí Fausta do sluje čarodějnic. Faust zaváhá, ale zlí duchové mu vykouzlí Markétin obraz a doktor je lapen. Čáry čarodějnice mu vrátí mládí a krásu a rozradostnělý doktor vyráží usilovat o Markétu. Duchové se radují, že Faustovu duši definitivně získali (č. 4 finále Zitto, zitto, state attenti... Alla festa, al gran festa... Ah che miro... Cade già in cappa... Qual sovra mana... Stam vincitori).

### 2. dějství
Markéta, její přítelkyně Marta a ostatní dívky předou a zpívají si. Kateřina přichází vyzvednout Markétu, protože již je pozdě, a odchází s ní do kostela (č. 5 píseň a sbor Fuggite amor gentil donzella... E tardi, o mai ragazza andiam). Cestou do kostela oslovuje Faust dvorně Markétu; ta je překvapena a odmítá jeho lichotky, přesto k němu zahoří láskou stejně jako on k ní (č. 6 duet Signora amabile). Po jeho odchodu se Markét snaží pochopit, co se to s ní děje (č. 7 scéna – recitativ a árie Chi sara mai quel vago amabil giovinetto... Palpito nel seno).
Mezitím Mefistofeles vyhledá Kateřinu a začne jí lichotit a dvořit se jí, aby Faustovi uvolnil cestu k Markétě. Přitom představí Fausta jako mladého vdovce (č. 8 duet Vi saluto, madama... Un amico mio diletto). Zatímco se Mefistofeles prochází s Kateřinou, má Faust příležitost sblížit se s Markétou (č. 9 finále – kvartet Fra quel ombra mia diletta).

### 3. dějství
Markétin vztah nezůstal utajen; modlí se o milost k Panně Marii, ale sousedky ji pomlouvají a vyhazují (č. 10 modlitba a sbor Abassa oime, madre beata e santa... Eh, vicina, che vi pare). Z vojny se radostně vrací Markétin bratr Valentin (č. 11 árie Ah mi batte il cor nel petto). Sotva ale vstoupí do domu, dozví se, co se mezitím událo. Zuří a chce potrestat sestřina svůdníka. Tehdy přivádí Mefistofeles Fausta pod Markétino okno, aby jí zazpíval serenádu. Místo Markéty se vyřítí Valentin. Mefistofele přesvědčí Fausta, že je to jeho sok u Markéty, a koná se krátký souboj, v němž Faust s Mefistofelovou pomocí Valentina zabije. Teprve ze slov umírajícího se dozví, že to byl Markétin bratr. Mefistofeles ho rychle odvádí pryč, zatímco lidé se sbíhají a Marta obviňuje Markétu, že zabila svou matku a s pomocí milence i svého bratra. Valentin posledními slovy proklíná Markétu. Ta se brání, že je nevinná, ale lidé ji nevěři a odvádějí ji do vězení (č. 12 finále Che intesi, o cruda sorte... Mio caro ben, rispondi... Indegno, indegno a terra... Che sussuro... L'ira del ciel... Non la credete).

### 4. dějství
Mefistofeles přináší Faustovi zprávu, že smrt bratra vedla k tomu, že se Markéta pomátla a pokusila se o sebevraždu v řece s novorozeným dítětem; přežila, ale byla odsouzena pro vraždu dítěte a odsouzena. Chce-li ji Faust zachránit, musí konečně podepsat smlouvu s peklem. Faust se kaje; chtěl nadále žít bez hříchu a doufat, že mu bude odpuštěno. Vzpomíná na Markétu. Tu slyší místního hlasatele vyvolávat, že zítra bude Markéta popravena. Aby tomu zabránil, je Faust ochoten znovu zapřáhnout všechny moci pekelné (č. 13 árie O fier tormentorio... Si vediam Margarita... Domani a mezzogiorno... Morte vergognosa). Jakmile Faust podepíše pekelnou smlouvu, vydávají se s Mefistofelem na cestu.
Faust se díky Mefistofelově pomoci dostal za Markétou do vězení. Ta je velmi rozrušená, nejprve ho nepoznává, pak je šťastná, že je u ní a přísahá jí lásku, ale na jeho výzvy k útěku nereaguje a nakonec je přímo odmítá, je se smrtí srozuměna. Faust se ji snaží přesvědčit a vstupuje Mefistofeles, aby je varoval, že již bude svítat. Markéta je pekelným hlasem vyděšena a definitivně Fausta odmítá. Mefistofeles tvrdí, že je odsouzena, ale z nemes se ozývají hlasy, že je zachráněna (č. 14 finále Margarita, Margarita... A questi dolci accenti... Meco è gia la morte... Ah qual voce d'intorno ribomba... É giudicata / é salvata).